# Historia de Tokelau
Tokelau, "el viento norteño", fue poblada por maoríes que arribaron desde islas de Polinesia al sur de este pequeño arquipiélago, aproximadamente en el siglo IX. Con el transcurso del tiempo se desarrolló una cultura original, basada en la organización tribal y una gran afinidad con la tierra. Los maoríes se autodesignaron guardianes de la tierra para futuras generaciones.
El primer europeo que recorrió las islas fue el explorador inglés John Byron, en el año 1765; la ausencia de grandes riquezas no despertó interés en la Corona británica. No fue sino en 1877 cuando las islas se convirtieron en protectorado inglés. El Reino Unido de Gran Bretaña e Irlanda las anexó a la corona en 1916 y las incluyó como parte de la colonia de las islas Gilbert y Ellice (actuales Kiribati y Tuvalu, respectivamente). En 1925 el Reino Unido transfirió el control administrativo de las islas a Aotearoa (Nueva Zelanda). En 1946 el grupo recibió su denominación actual de Tokelau y en 1958 se otorgó definitivamente la soberanía a Aotearoa.
La política de la administración neozelandesa se ha orientado en el sentido de no alterar las costumbres, ni las instituciones tradicionales, ni las relaciones comunitarias. La población vive en un relativo aislamiento: hasta 1990 un solo barco realizaba viajes regulares desde Apia (Samoa), cada dos o tres meses. La población obtiene en el océano y en las lagunas peces y mariscos, que constituyen su dieta básica. No existen instalaciones o infraestructura (por ejemplo, no hay puertos adecuados) que fomenten el turismo.
En la década de 1980 la agricultura atravesó por un período crítico debido a una serie de fenómenos climáticos adversos. En consecuencia, el número de habitantes que abandonaron el país con destino a Aotearoa y Samoa aumentó considerablemente. El gobierno de Aotearoa ha intentado por diversos medios incentivar a los inmigrantes llegados desde Tokelau para que regresen a su tierra de origen pero estas políticas no han dado resultado.
En 1976 y 1981 las Naciones Unidas enviaron delegaciones a Tokelau y en ambas ocasiones los enviados indicaron en sus informes que los habitantes de las islas no deseaban modificar el tipo de relaciones existentes con Aotearoa. Por este motivo, en diciembre de 1984, la Asamblea de las Naciones Unidas consideró la cuestión de Tokelau y resolvió mantener la decisión de que Aotearoa, en su calidad de potencia administradora continúe informando periódicamente sobre su gestión. Sin embargo, en el informe presentado ante el Comité Especial de las Naciones Unidas en junio de 1987, Tokelau expresó su deseo de alcanzar un grado mayor de autonomía en sus asuntos políticos, aunque manteniendo los relaciones actuales con Aotearoa.
Un informe de Naciones Unidas acerca de las consecuencias del llamado "efecto invernadero" (calentamiento de la atmósfera terrestre como resultado de la contaminación), incluyó a Tokelau en la lista de islas que podrían desaparecer bajo el mar en el siglo XXI, si no se toman medidas drásticas para detener el proceso de contaminación.
En febrero de 1990 los tres grupos de islas que conforman su territorio fueron arrasados por el ciclón Ofa, que destruyó todos los bananeros y 80% de los cocoteros, además de hospitales, escuelas, casas y puentes. Como consecuencia, aumentó el flujo emigratorio hacia Aotearoa.
En 1991, Aotearoa instaló el primer servicio regular de transporte marítimo entre los tres atolones.
En mayo de 1995 el parlamento de Aotearoa votó una extensión de poderes para la asamblea local. En 1997 se realizó la conexión a la red de telefonía satelital.
La Asistencia Oficial para el Desarrollo de Nueva Zelanda (NZODA) destinó a Tokelau un presupuesto de siete millones y medio de dólares neozelandeses en el año 2000.
El Ministerio de las Islas del Pacífico de Nueva Zelanda implementó en 2001 programas de apoyo en gestión y en desarrollo de políticas, a fin de facilitar que Tokelau inicie su autogobierno.
Tokelau comenzó en 2004, con la asistencia del Secretariado de la Comunidad del Pacífico (SPC) y del gobierno de Samoa, un programa de desarrollo de la pesca en las aldeas, que incluyó los tres atolones Fakaofo, Nukunonu y Atafu.
El entrenamiento de cada comunidad estuvo a cargo de la SPC y de los departamentos de pesca de Samoa. Los atolones mantienen leyes para la preservación de la costa marina y las especies para futuras generaciones. Los métodos científicos del programa contribuirían a maximizar en las aldeas las instituciones tradicionales, el conocimiento adquirido y los mecanismos regulatorios de la pesca. Un aspecto fundamental del programa era el apoyo a las comunidades en planificación, monitoreo y evaluación de los distintos estadios del proyecto. Los planes de gerenciamiento fueron incluso trasladados al tokelauano para lograr el acercamiento de las comunidades.
El 29 de diciembre de 2011, Tokelau, junto con Samoa, decidió cambiar su huso horario de UTC-10 a UTC+14, con lo que se adelantó un día, y así el 30 de diciembre del mencionado año fue suprimido, dando inicio al 31. Así, ambos Estados se convierten en unos de los primeros en entrar en un día, y consecuente lo serán en relación con 2012. El cambio de horario se dio para fortalecer la economía comerciante del país respecto a China, Australia y Nueva Zelanda, Estados que se encuentran muy cerca de Tokelau, pero que poseían casi un día de diferencia al respecto.
- Datos: Q4204738